# Achaea violaceofascia
Achaea violaceofascia là một loài bướm đêm thuộc họ Erebidae. Nó được tìm thấy ở Châu Phi, bao gồm Madagascar, Seychelles và Réunion.